# Lug Gradinski
Lug Gradinski is een plaats in de gemeente Gradina in de Kroatische provincie Virovitica-Podravina. De plaats telt 111 inwoners (2001).